# Phlogophora beatrix
Phlogophora beatrix är en fjärilsart som beskrevs av Butler 1878. Phlogophora beatrix ingår i släktet Phlogophora och familjen nattflyn. Inga underarter finns listade i Catalogue of Life.